# Chusquea egluma
Chusquea egluma es una gramínea arbustiva perenne, perteneciente a la subfamilia de los bambúes (Bambusoideae). Es endémica del noroeste de la Argentina.

## Distribución y hábitat
Chusquea egluma habita en pastizales de altura llamados prados montanos, localizados a niveles altitudinales inmediatamente superiores a los bosques montanos con los que forman ecotonos, en los cordones subandinos orientales, en altitudes comprendidas entre los 2100 a los 2200 m s. n. m., en ambientes templados del piso superior de las yungas que contacta allí con la puna húmeda. Soporta heladas de más de -8 °C.
Es endémica del noroeste de la Argentina, en el departamento Guachipas, en el sector sur de la provincia de Salta.

## Taxonomía
El holotipo es el catalogado como (SI 157665). La localidad del holotipo es: “finca Pampa Grande”, departamento Guachipas, con una altitud de 2116 m s. n. m.. Fue colectado el 5 de diciembre de 2010 por A. Leach, quien se desempeña como administrador de la finca Pampa Grande.
Chusquea culeou fue descrita por Guerreiro & Rúgolo y publicado en Systematic Botany 38(2): 391–393, f. 1–2. 2013. 
Etimología
Chusquea: nombre genérico que viene del muisca chusky, que según manuscritos coloniales significa "Caña ordinaria de la tierra". Al parecer el nombre científico fue asignado por José Celestino Mutis durante la Expedición Botánica.